# Major League Soccer 2017
Die 22. Major-League-Soccer-Saison begann am 3. März 2017 mit der Regular Season. Diese endete am 22. Oktober 2017, anschließend wurden die Play-offs ausgespielt, welche am 9. Dezember 2017 mit dem Endspiel um den MLS Cup ihren Höhepunkt fanden. Es nahmen 22 Mannschaften an der Liga teil, 19 davon stammen aus den Vereinigten Staaten und drei aus Kanada. Titelverteidiger des MLS Cups ist der Seattle Sounders, die des Supporters’ Shield der FC Dallas.

## Änderungen gegenüber der Saison 2016
Zwei neue Mannschaften nahmen an der Major League Soccer teil. Atlanta United startete in der Eastern Conference, Minnesota United in der Western Conference.

## Teilnehmende Mannschaften
In der Saison 2017 nahmen 22 Franchises an der Major League Soccer teil. 19 der 22 Franchises sind in den Vereinigten Staaten, drei in Kanada beheimatet.
| Atlanta |

| Bridgeview |

| Commerce City |

| Columbus |

| Washington, D.C. |

| Frisco |

| Houston |

| Carson |

| Golden Valley |

| Montreal |

| Foxborough |

| New York City |

| Harrison |

| Orlando |

| Chester |

| Portland |

| Sandy |

| San José |

| Seattle |

| Kansas City |

| Toronto |

| Vancouver |

| Franchise              | Standort                    | Stadion                    | Kapazität |
| ---------------------- | --------------------------- | -------------------------- | --------- |
| Atlanta United         | Atlanta, Georgia            | Mercedes-Benz Stadium      | 42.500    |
| Chicago Fire           | Bridgeview, Illinois        | Toyota Park                | 20.000    |
| Colorado Rapids        | Commerce City, Colorado     | Dick’s Sporting Goods Park | 18.000    |
| Columbus Crew          | Columbus, Ohio              | Mapfre Stadium             | 20.145    |
| D.C. United            | Washington, D.C.            | RFK Memorial Stadium       | 20.000    |
| FC Dallas              | Frisco, Texas               | Toyota Stadium             | 20.500    |
| Houston Dynamo         | Houston, Texas              | BBVA Compass Stadium       | 22.000    |
| LA Galaxy              | Carson, Kalifornien         | StubHub Center             | 27.000    |
| Minnesota United       | Golden Valley, Minnesota    | TCF Bank Stadium           | 52.525    |
| Montreal Impact        | Montreal, Québec            | Stade Saputo               | 20.801    |
| New England Revolution | Foxborough, Massachusetts   | Gillette Stadium           | 22.385    |
| New York City FC       | New York City, New York     | Yankee Stadium             | 33.444    |
| New York Red Bulls     | Harrison, New Jersey        | Red Bull Arena             | 25.000    |
| Orlando City           | Orlando, Florida            | Orlando City Stadium       | 25.500    |
| Philadelphia Union     | Chester, Pennsylvania       | Talen Energy Stadium       | 18.500    |
| Portland Timbers       | Portland, Oregon            | Providence Park            | 22.000    |
| Real Salt Lake         | Sandy, Utah                 | Rio Tinto Stadium          | 20.000    |
| San José Earthquakes   | San José, Kalifornien       | Avaya Stadium              | 18.000    |
| Seattle Sounders       | Seattle, Washington         | CenturyLink Field          | 39.115    |
| Sporting Kansas City   | Kansas City, Missouri       | Children’s Mercy Park      | 18.500    |
| Toronto FC             | Toronto, Ontario            | BMO Field                  | 30.991    |
| Vancouver Whitecaps    | Vancouver, British Columbia | BC Place Stadium           | 21.000    |

## Regular Season

### Tabellen

#### Eastern Conference
| Pl.                     | Verein                 | Sp. | S  | U  | N  | Tore    | Diff. | Punkte |
| ----------------------- | ---------------------- | --- | -- | -- | -- | ------- | ----- | ------ |
| 1.                      | Toronto FC CAN         | 34  | 20 | 9  | 5  | 074:370 | +37   | 69     |
| 2.                      | New York City FC       | 34  | 16 | 9  | 9  | 056:430 | +13   | 57     |
| 3.                      | Chicago Fire           | 34  | 16 | 7  | 11 | 061:470 | +14   | 55     |
| 4.                      | Atlanta United         | 34  | 15 | 10 | 9  | 070:400 | +30   | 55     |
| 5.                      | Columbus Crew          | 34  | 16 | 6  | 12 | 053:490 | +4    | 54     |
| 6.                      | New York Red Bulls     | 34  | 14 | 8  | 12 | 053:470 | +6    | 50     |
| 7.                      | New England Revolution | 34  | 13 | 6  | 15 | 053:610 | −8    | 45     |
| 8.                      | Philadelphia Union     | 34  | 11 | 9  | 14 | 050:470 | +3    | 42     |
| 9.                      | Montreal Impact CAN    | 34  | 11 | 6  | 17 | 052:580 | −6    | 39     |
| 10.                     | Orlando City           | 34  | 10 | 9  | 15 | 039:580 | −19   | 39     |
| 11.                     | D.C. United            | 34  | 9  | 5  | 20 | 031:600 | −29   | 32     |
| Stand: 22. Oktober 2017 |                        |     |    |    |    |         |       |        |

#### Western Conference
| Pl.                     | Verein                  | Sp. | S  | U  | N  | Tore    | Diff. | Punkte |
| ----------------------- | ----------------------- | --- | -- | -- | -- | ------- | ----- | ------ |
| 1.                      | Portland Timbers        | 34  | 15 | 8  | 11 | 060:500 | +10   | 53     |
| 2.                      | Seattle Sounders        | 34  | 14 | 11 | 9  | 052:390 | +13   | 53     |
| 3.                      | Vancouver Whitecaps CAN | 34  | 15 | 7  | 12 | 050:490 | +1    | 52     |
| 4.                      | Houston Dynamo          | 34  | 13 | 11 | 10 | 057:450 | +12   | 50     |
| 5.                      | Sporting Kansas City    | 34  | 12 | 13 | 9  | 040:290 | +11   | 49     |
| 6.                      | San José Earthquakes    | 34  | 13 | 7  | 14 | 039:600 | −21   | 46     |
| 7.                      | FC Dallas               | 34  | 11 | 13 | 10 | 048:480 | ±0    | 46     |
| 8.                      | Real Salt Lake          | 34  | 13 | 6  | 15 | 049:550 | −6    | 45     |
| 9.                      | Minnesota United        | 34  | 10 | 6  | 18 | 047:700 | −23   | 36     |
| 10.                     | Colorado Rapids         | 34  | 9  | 6  | 19 | 031:510 | −20   | 33     |
| 11.                     | LA Galaxy               | 34  | 8  | 8  | 18 | 045:670 | −22   | 32     |
| Stand: 22. Oktober 2017 |                         |     |    |    |    |         |       |        |

| Nach der Regular Season: |                                                     |
|                          |                                                     |
|                          | Teilnahme am MLS Cup Playoffs Conference-Halbfinale |
|                          | Teilnahme am MLS Cup Playoffs Conference-Halbfinale |
|                          | Teilnahme an der MLS Cup Playoffs Knockout Round    |
|                          |                                                     |

### Torschützen
Die folgende Liste enthält die Rangliste der Torschützen der Regular Season.
| Rang | Spieler                 | Verein             | Tore |
| ---- | ----------------------- | ------------------ | ---- |
| 1    | Nemanja Nikolics        | Chicago Fire       | 24   |
| 2    | David Villa             | New York City FC   | 22   |
| 3    | Diego Valeri            | Portland Timbers   | 21   |
| 4    | Josef Martínez          | Atlanta United     | 19   |
| 5    | Ola Kamara              | Columbus Crew      | 18   |
| 6    | Ignacio Piatti          | Montreal Impact    | 17   |
| 6    | Bradley Wright-Phillips | New York Red Bulls | 17   |
| 8    | Sebastian Giovinco      | Toronto FC         | 16   |
| 8    | C. J. Sapong            | Philadelphia Union | 16   |
| 10   | Jozy Altidore           | Toronto FC         | 15   |

Quelle: 22. Oktober 2017

## MLS Cup Playoffs
Die MLS Cup Playoffs 2017 beginnen mit den Spielen in der Knockout-Runde am 25. Oktober 2017.

### Knockout-Runde
Eastern Conference
| 25. Oktober 2017 19:30 CDT | Chicago Fire | 0:4     | New York Red Bulls                                  | Toyota Park, Bridgeview Zuschauer: 11.647 Schiedsrichter: Ismail Elfath |
| 25. Oktober 2017 19:30 CDT |              | Bericht | Wright-Phillips 7′ Klještan 11′ Royer 70′ Verón 87′ | Toyota Park, Bridgeview Zuschauer: 11.647 Schiedsrichter: Ismail Elfath |

| 26. Oktober 2017 19:00 EDT | Atlanta United | 0:0 n. V. 1:3 n. E. | Columbus Crew | Mercedes-Benz Stadium, Atlanta Zuschauer: 67.221 Schiedsrichter: Allen Chapman |
| 26. Oktober 2017 19:00 EDT | Bericht        |                     |               | Mercedes-Benz Stadium, Atlanta Zuschauer: 67.221 Schiedsrichter: Allen Chapman |

|                                             |     | Elfmeterschießen           |  |
| Gressel González Pirez Villalba Larentowicz | 1:3 | Higuaín Manneh Hansen Jahn |  |

Western Conference
| 25. Oktober 2017 19:30 PDT | Vancouver Whitecaps                                  | 5:0     | San José Earthquakes | BC Place Stadium, Vancouver Zuschauer: 21.083 Schiedsrichter: José Carlos Rivero |
| 25. Oktober 2017 19:30 PDT | Montero 33′ Techera 57′ Waston 64′ Mezquida 78′, 80′ | Bericht |                      | BC Place Stadium, Vancouver Zuschauer: 21.083 Schiedsrichter: José Carlos Rivero |

| 26. Oktober 2017 20:30 CDT | Houston Dynamo | 1:0 n. V. | Sporting Kansas City | BBVA Compass Stadium, Houston Zuschauer: 14.126 Schiedsrichter: Mark Geiger |
| 26. Oktober 2017 20:30 CDT | Elis 94′       | Bericht   |                      | BBVA Compass Stadium, Houston Zuschauer: 14.126 Schiedsrichter: Mark Geiger |

### Conference-Halbfinale
Eastern Conference
| 30. Oktober 2017 19:00 EDT | New York Red Bulls      | 1:2     | Toronto FC              | Red Bull Arena, Harrison Zuschauer: 18.107 Schiedsrichter: Drew Fischer |
| 30. Oktober 2017 19:00 EDT | Royer 45+3′ (Strafstoß) | Bericht | Vázquez 8′ Giovinco 72′ | Red Bull Arena, Harrison Zuschauer: 18.107 Schiedsrichter: Drew Fischer |

| 5. November 2017 15:00 EST | Toronto FC | 0:1     | New York Red Bulls  | BMO Field, Toronto Zuschauer: 29.974 Schiedsrichter: Chris Penso |
| 5. November 2017 15:00 EST |            | Bericht | Wright-Phillips 53′ | BMO Field, Toronto Zuschauer: 29.974 Schiedsrichter: Chris Penso |

Toronto FC gewinnt die Serie durch Auswärtstorregel und Gesamtergebnis 2:2
| 31. Oktober 2017 20:00 EDT | Columbus Crew                             | 4:1     | New York City FC | Mapfre Stadium, Columbus Zuschauer: 14.416 Schiedsrichter: Alan Kelly |
| 31. Oktober 2017 20:00 EDT | Kamara 6′ Artur 58′ Meram 69′ Afful 90+3′ | Bericht | Villa 78′        | Mapfre Stadium, Columbus Zuschauer: 14.416 Schiedsrichter: Alan Kelly |

| 5. November 2017 17:00 EST | New York City FC                 | 2:0     | Columbus Crew | Yankee Stadium, New York City Zuschauer: 23.246 Schiedsrichter: Kevin Stott |
| 5. November 2017 17:00 EST | Villa 16′ (Strafstoß) Struna 53′ | Bericht |               | Yankee Stadium, New York City Zuschauer: 23.246 Schiedsrichter: Kevin Stott |

Columbus Crew gewinnt die Serie mit Gesamtergebnis 4:3
Western Conference
| 29. Oktober 2017 17:30 PDT | Vancouver Whitecaps | 0:0 | Seattle Sounders | BC Place Stadium, Vancouver Zuschauer: 27.837 Schiedsrichter: Kevin Stott |
| 29. Oktober 2017 17:30 PDT | Bericht             |     |                  | BC Place Stadium, Vancouver Zuschauer: 27.837 Schiedsrichter: Kevin Stott |

| 2. November 2017 19:30 PDT | Seattle Sounders | 2:0     | Vancouver Whitecaps | CenturyLink Field, Seattle Zuschauer: 39.587 Schiedsrichter: Baldomero Toledo |
| 2. November 2017 19:30 PDT | Dempsey 56′, 88′ | Bericht |                     | CenturyLink Field, Seattle Zuschauer: 39.587 Schiedsrichter: Baldomero Toledo |

Seattle Sounders gewinnen die Serie mit Gesamtergebnis 2:0
| 30. Oktober 2017 20:30 CDT | Houston Dynamo | 0:0 | Portland Timbers | BBVA Compass Stadium, Houston Zuschauer: 15.169 Schiedsrichter: Mark Geiger |
| 30. Oktober 2017 20:30 CDT | Bericht        |     |                  | BBVA Compass Stadium, Houston Zuschauer: 15.169 Schiedsrichter: Mark Geiger |

| 5. November 2017 16:30 PST | Portland Timbers | 1:2     | Houston Dynamo         | Providence Park, Portland Zuschauer: 21.144 Schiedsrichter: Ismail Elfath |
| 5. November 2017 16:30 PST | Asprilla 39′     | Bericht | Remick 43′ Manotas 77′ | Providence Park, Portland Zuschauer: 21.144 Schiedsrichter: Ismail Elfath |

Houston Dynamo gewinnt die Serie mit Gesamtergebnis 2:1

### Conference-Finale
Eastern Conference
| 21. November 2017 20:00 EDT | Columbus Crew | 0:0 | Toronto FC | Mapfre Stadium, Columbus Zuschauer: 21.289 Schiedsrichter: Robert Sibiga |
| 21. November 2017 20:00 EDT | Bericht       |     |            | Mapfre Stadium, Columbus Zuschauer: 21.289 Schiedsrichter: Robert Sibiga |

| 29. November 2017 19:30 EST | Toronto FC   | 1:0     | Columbus Crew | BMO Field, Toronto Zuschauer: 30.392 Schiedsrichter: Jair Marrufo |
| 29. November 2017 19:30 EST | Altidore 60′ | Bericht |               | BMO Field, Toronto Zuschauer: 30.392 Schiedsrichter: Jair Marrufo |

Toronto FC gewinnt die Serie mit Gesamtergebnis 1:0
Western Conference
| 21. November 2017 21:00 CDT | Houston Dynamo | 0:2     | Seattle Sounders       | BBVA Compass Stadium, Houston Zuschauer: 22.661 Schiedsrichter: Chris Penso |
| 21. November 2017 21:00 CDT |                | Bericht | Svensson 11′ Bruin 42′ | BBVA Compass Stadium, Houston Zuschauer: 22.661 Schiedsrichter: Chris Penso |

| 30. November 2017 19:30 PDT | Seattle Sounders                    | 3:0     | Houston Dynamo | CenturyLink Field, Seattle Zuschauer: 45.298 Schiedsrichter: Alan Kelly |
| 30. November 2017 19:30 PDT | Rodríguez 22′ Dempsey 57′ Bruin 73′ | Bericht |                | CenturyLink Field, Seattle Zuschauer: 45.298 Schiedsrichter: Alan Kelly |

Seattle Sounders gewinnen die Serie mit Gesamtergebnis 5:0

### MLS-Cup-Finale
| Toronto FC                                                          | Toronto FC | Seattle Sounders | Seattle Sounders | Aufstellung                                   |
| ------------------------------------------------------------------- | --- | --- | ---------------- | --------------------------------------------- |
| Toronto FC                                                          | \| 9. Dezember 2017 um 16:00 Uhr (EST) in Toronto, Ontario (BMO Field) \| \| Ergebnis: 2:0 (0:0) \| \| Zuschauer: 30.584 \| \| Schiedsrichter: Allen Chapman \| \| Spielbericht \|                                                                                       | \| 9. Dezember 2017 um 16:00 Uhr (EST) in Toronto, Ontario (BMO Field) \| \| Ergebnis: 2:0 (0:0) \| \| Zuschauer: 30.584 \| \| Schiedsrichter: Allen Chapman \| \| Spielbericht \|                                                                | Seattle Sounders | Aufstellung Toronto FC gegen Seattle Sounders |
| Toronto FC                                                          | Alex Bono – Steven Beitashour, Drew Moor, Chris Mavinga, Justin Morrow – Michael Bradley – Marco Delgado (90.+3' Benoît Cheyrou), Jonathan Osorio (85. Armando Cooper) – Víctor Vázquez – Sebastian Giovinco, Jozy Altidore (86. Nick Hagglund) Cheftrainer: Greg Vanney | Stefan Frei – Kelvin Leerdam, Román Torres, Chad Marshall, Joevin Jones (90.+1' Nouhou Tolo) – Cristian Roldan, Gustav Svensson – Nicolás Lodeiro , Clint Dempsey, Víctor Rodríguez (71. Jordan Morris) – Will Bruin Cheftrainer: Brian Schmetzer | Seattle Sounders | Aufstellung Toronto FC gegen Seattle Sounders |
| Toronto FC                                                          | 1:0 Jozy Altidore (67.) 2:0 Víctor Vázquez (90.+4') | | Seattle Sounders | Aufstellung Toronto FC gegen Seattle Sounders |
| Toronto FC                                                          | Víctor Vázquez (90.+5') | | Seattle Sounders | Aufstellung Toronto FC gegen Seattle Sounders |
| Toronto FC                                                          | Spieler des Spiels: Jozy Altidore (Toronto FC) | | Seattle Sounders | Aufstellung Toronto FC gegen Seattle Sounders |
| 9. Dezember 2017 um 16:00 Uhr (EST) in Toronto, Ontario (BMO Field) | | |                  |                                               |
| Ergebnis: 2:0 (0:0)                                                 | | |                  |                                               |
| Zuschauer: 30.584                                                   | | |                  |                                               |
| Schiedsrichter: Allen Chapman                                       | | |                  |                                               |
| Spielbericht                                                        | | |                  |                                               |

## Nationale Pokalwettbewerbe
Die 19 US-amerikanischen Mannschaften der MLS nehmen am Lamar Hunt U.S. Open Cup 2017 teil, während die drei kanadischen MLS-Teams die Canadian Championship 2017 bestritten. Die beiden Turniere sind die Pokalrunden der USA bzw. Kanadas, die im K.-o.-System ausgespielt werden. Die Sieger qualifizieren sich für die CONCACAF Champions League.

## MLS All-Star Game
Das MLS All-Star Game 2017 wurde am 2. August 2017 im Soldier Field in Chicago, Illinois ausgetragen. Dabei traf eine Ligaauswahl der Major League Soccer auf den spanischen Primera División Klub Real Madrid. Das Spiel endete 1:1, wobei die Mannschaft aus Madrid das Spiel mit 4:2 im Elfmeterschießen gewann.